# Hagsholm
Hagsholm er en herregård i Houlbjerg Sogn i Houlbjerg Herred, Langå Kommune.
Rentemester Mogens Friis lagde i 1672 Hagsholm ind under det nyoprettede grevskab Frijsenborg. I 1765 lod grevskabets besidder, lensgreve Erhard Wedel-Friis, gården nedbryde og jorderne udlægge til seks fæstegårde, men i 1890 samledes gården atter. Navnet på gården skrives i dag Haxholm.
Hagsholm Gods er på 201,9 hektar

## Ejere af Hagsholm
- (1525-1549) Laurids Vesteni
- (1549-1578) Christoffer Vesteni / Erik Vesteni
- (1578-1583) Anne Holck gift Parsberg
- (1583-1625) Mandrup Parsberg
- (1625-1661) Oluf Parsberg
- (1661) Anne Cathrine Olufsdatter Parsberg gift Pogwisch
- (1661-1662) Otto Pogwisch
- (1662-1682) Mogens Nielsen Friis
- (1682-1699) Niels Mogensen Friis
- (1699-1763) Christian Nielsen Friis
- (1763) Christine Sophie Christiansdatter Friis gift von Wedel
- (1763-1786) Erhard Wedel-Friis
- (1786) Elisabeth Sophie Christiansdatter Rosenkrantz gift Desmerières
- (1786-1799) Jean Henri Desmercières
- (1799) Sophie Magdalene Carlsdatter von Gram gift Krag-Juel-Vind
- (1799-1815) Frederik Carl Krag-Juel-Vind-Friis
- (1815-1849) Jens Christian Krag-Juel-Vind-Friis
- (1849-1882) Christian Emil Krag-Juel-Vind-Friis
- (1882-1923) Mogens Christian Krag-Juel-Vind-Friis
- (1923) Inger Dorthe Mogensdatter Krag-Juel-Vind-Friis gift von Wedell
- (1923-1924) Julius Carl Hannibal von Wedell
- (1924-1926) N.J. Jensen
- (1926-1956) Einar Obel
- (1956-1996) Christen Winter Obel
- (1996-) Anders Christen Obel